# Bae Jun-Seo
Bae Jun-Seo (en coreano: 배준서; 25 de diciembre de 2000) es un deportista surcoreano que compite en taekwondo.
Ganó tres medallas en el Campeonato Mundial de Taekwondo entre los años 2019 y 2023, y tres medallas en el Campeonato Asiático de Taekwondo entre los años 2021 y 2024.

## Palmarés internacional
| Campeonato Mundial  | Campeonato Mundial        | Campeonato Mundial | Campeonato Mundial |
| Año                 | Lugar                     | Medalla            | Categoría          |
| ------------------- | ------------------------- | ------------------ | ------------------ |
| 2019                | Mánchester (Reino Unido)  | Medalla de oro     | –54 kg             |
| 2022                | Guadalajara (México)      | Medalla de bronce  | –54 kg             |
| 2023                | Bakú (Azerbaiyán)         | Medalla de oro     | –58 kg             |
| Campeonato Asiático |                           |                    |                    |
| Año                 | Lugar                     | Medalla            | Categoría          |
| 2021                | Beirut (Líbano)           | Medalla de oro     | –54 kg             |
| 2022                | Chuncheon (Corea del Sur) | Medalla de oro     | –58 kg             |
| 2024                | Đà Nẵng (Vietnam)         | Medalla de bronce  | –58 kg             |